# Сан Бартоломео (Кунео)
Сан Бартоломео је насеље у Италији у округу Кунео, региону Пијемонт.
Према процени из 2011. у насељу је живело 367 становника. Насеље се налази на надморској висини од 751 м.